# Torre civica (Arquata del Tronto)
La Torre civica di Arquata del Tronto, identificata nel tempo anche con le denominazioni di Torre campanaria e Campanile pubblico è stata un edificio storico e monumentale, di proprietà comunale, del piccolo centro marchigiano. Affacciava il suo prospetto principale, stretto tra due edifici, sulla piazza dedicata ad Umberto I di Savoia. Gli arquatani la chiamavano confidenzialmente «Campanone» perché i rintocchi della sua campana maggiore scandivano il tempo della comunità.
Visibilmente lesionata da crepe, fenditure e dalla rotazione della cella campanaria provocate dalle scosse del 24 agosto del terremoto del Centro Italia del 2016 è crollata irrimediabilmente il 30 ottobre dello stesso anno a seguito del più violento movimento sismico della sequenza registrata pari ad una magnitudo momento 6,5.

## Storia
Il silenzio delle fonti documentali non consente d'individuare la data precisa della sua costruzione, tuttavia è plausibile ipotizzare che possa essere stata coeva del mastio, a pianta quadrata risalente al XIII secolo, della sovrastante fortezza, la possente e ventosa Rocca. L'edificio era stato eretto nel cuore della primitiva consistenza urbana arquatana, racchiuso all'interno della cinta muraria che circondava il paese ed apparteneva al complesso sistema degli organismi edilizi, innalzati per funzioni tattiche e difensive, vocati al controllo del territorio. La sua collocazione strategica la poneva come la più vicina alla diretta difesa dell'austera opera fortificata.
Gli atti degli archivi forniscono la documentazione necessaria ed affidabile per affermare che l'intera esistenza di questa torre abbia seguito le vicissitudini arquatane. La sua facciata principale è sempre stata una pagina viva e dialogante di storia con la comunità, fruibile per leggere e conoscere i cambiamenti e gli eventi che hanno caratterizzato ogni periodo di epoche passate. Lo testimoniano le lapidi, gli stemmi ed i simboli che vi sono stati affissi o dipinti. Sulla superficie esterna della parete veniva riprodotto l'emblema a colori con l'arme di ogni nuovo pontefice che si avvicendava al soglio di Pietro unito a quello della locale comunità. Vi ha trovato alloggio, in segno di gratitudine, in una piccola nicchia, il busto marmoreo di Andrea Spinola, (1544-1588).
Dalla seconda metà del XVI secolo fino ai primi anni del XX secolo, i registri dell'archivio arquatano, tra i quali il «Registro delle uscite», riportano un lungo elenco d'annotazioni amministrative relative ai costi sostenuti per garantire la manutenzione, la funzionalità, le opere risarcitorie e conservative che si sono rese necessarie per questa storica fabbrica. Vi sono stati interventi per il ripristino del funzionamento dell'orologio e della campana che necessitava spesso di una nuova fune. Ed ancora spese per la sostituzione di «tegole per lo bacucco», emissioni di titoli di pagamento per il rimborso di chiodi, tavole per gli scalini dell'orologio, spesso citato come «Horiolo», una molla di ferro, la lancetta ed altre componenti metalliche per il complesso meccanismo del segnatempo.

### Cronologia storica essenziale
Tra i documenti di maggiore rilevanza storica che, per contenuto, esulano dalla normale manutenzione si ricordano quelli degli anni:
- 1576-1578 - Gabriele Lalli, nella sua monografia, ricorda che in una nicchia della facciata era stato esposto un piccolo busto marmoreo raffigurante Andrea Spinola, (1544-1588)[5], prelato, gesuita, genovese, chierico della Chiesa cattolica romana e componente della Camera Apostolica,[7] organo finanziario del sistema amministrativo pontificio. Spinola, sollecitato dagli arquatani, ha avuto il merito di aver emesso una sentenza a favore di Arquata contro Norcia, il 17 febbraio 1578.[8]
- 1582 - La locale comunità ha commissionato la fusione di una nuova campana in bronzo, del peso di 7 quintali, da installare sulla torre in sostituzione della precedente, di cui s'ignora il motivo della mancanza. Al tempo, è stato l'ascolano, storico e presbitero Sebastiano Andreantonelli a ricevere i 19 fiorini per il saldo da corrispondere ai maestri fonditori. Il manufatto, che reca lo stemma di papa Sisto V, è stato collocato nella cella campanaria nel 1585 e vi è rimasto fino al giorno del crollo della costruzione.[6]
- 1661 -  Anno in cui la comunità d'Arquata ha disposto la forgiatura di un'altra campana, di minori dimensioni rispetto alla precedente, da sistemare sulla sommità della torre, al di sopra della cella campanaria.[9]
- 1703 - Le fonti ricordano e documentano che la torre civica, citata come «Campanile pubblico»,[10] è stata lesionata durante la sequenza del terremoto dell'Aquila del 1703 dalla scossa del 14 gennaio.[11] Dal giorno di questo evento, per lunghi anni, si sommano e riportano innumerevoli provvedimenti a titolo di pagamento per risarcire e riparare l'edificio dai gravi danni subiti.
- 1882 – Nella mattina del giorno 20 agosto, alla presenza delle autorità, è stata scoperta la lapide voluta dal comitato promotore arquatano, affissa e posizionata nella parte inferiore della facciata della torre, dedicata al ricordo del passaggio e del pernottamento ad Arquata del generale Giuseppe Garibaldi avvenuto nel 1849.
- 1925 – Il 10 marzo di questo anno, un comitato locale ha disposto di bandire una gara d'appalto per la realizzazione di un'opera a ricordo dei caduti del primo conflitto mondiale. Il Monumento ai Caduti era stato posato nell'anno 1928.

## Architettura
La struttura della torre sviluppava il suo assetto impostato su una pianta quadrangolare di circa 4 metri per lato e si innalzava per 18 metri. La muratura era costruita con blocchi di pietra arenaria locale e mostrava ai 4 angoli dei cantonali squadrati.
Nella parte inferiore, l'edificio presentava l'apertura centrale di un arco a tutto sesto, funzionale per l'accesso ad una piccola scalinata che garantiva il collegamento tra l'interno del borgo, il fiume Tronto e l'antico tracciato della Consolare Salaria. In tempi più lontani, si accedeva all'interno della fabbrica da un passaggio che comunicava con un palazzo adiacente, forse una probabile sede istituzionale. In tempi più recenti era possibile entrare da una botola che si apriva al di sotto della volta dell'arco.
Sulla facciata principale della torre, rivolta verso la piazza del paese, erano visibili fino al giorno del crollo, partendo dal basso:
- l'arco a tutto sesto,
- il Monumento ai caduti,
- l'orologio fermo alle ore 3:36 del 24 agosto 2016,
- la cella campanaria con la campana maggiore risalente al 1585,
- la campana minore, del 1661, posta sulla sommità insieme ad una croce di ferro ed un segnavento.

Questa composizione di elementi corrisponde alla sistemazione avvenuta nell'anno 1928, ma è stata preceduta da altre e rimaneggiata nel corso del tempo. La cella campanaria era stata costruita intorno al primitivo campanile a vela ed il Monumento ai caduti aveva preso il posto della lapide commemorativa apposta in ricordo della sosta di Giuseppe Garibaldi e del busto dello Spinola.

## Monumento ai caduti
(Iscrizione dedicatoria del Monumento ai Caduti,)
L'opera monumentale, eseguita in pietra bianca scolpita e fusioni in bronzo, si trovava affissa alla porzione inferiore della facciata della torre. L'intera composizione era stata progettata da Vincenzo Pilotti, architetto ascolano, e datata 1928. Misurava 8,2 metri di altezza e 4,25 m di larghezza. La decorazione scultorea era costituita dalla lastra centrale di pietra, di forma rettangolare a terminazione arcata, recante l'epigrafe dedicatoria e l'elenco dei nomi dei caduti durante il primo conflitto mondiale, scalpellati con caratteri capitali ed evidenziati con la tecnica ad inchiostro. A completamento vi era una cornice che contornava la lapide stessa. Sulla sommità, 5 mensole sorreggevano altrettante aquile fuse in bronzo, ivi apposte come allegoria della Vittoria, rappresentate con le ali chiuse ed avvicinate ai fianchi, con lo sguardo rivolto ed orientato in direzioni diverse. Solo l'aquila centrale fissava lo sguardo davanti a sé. Al di sotto delle mensole, lateralmente, comparivano gli stemmi del comune di Arquata e al di sopra dell'archivolto dell'arco della torre si trovavano scolpiti due elmi che coronavano i capitelli.

## Lapide commemorativa dedicata a Giuseppe Garibaldi

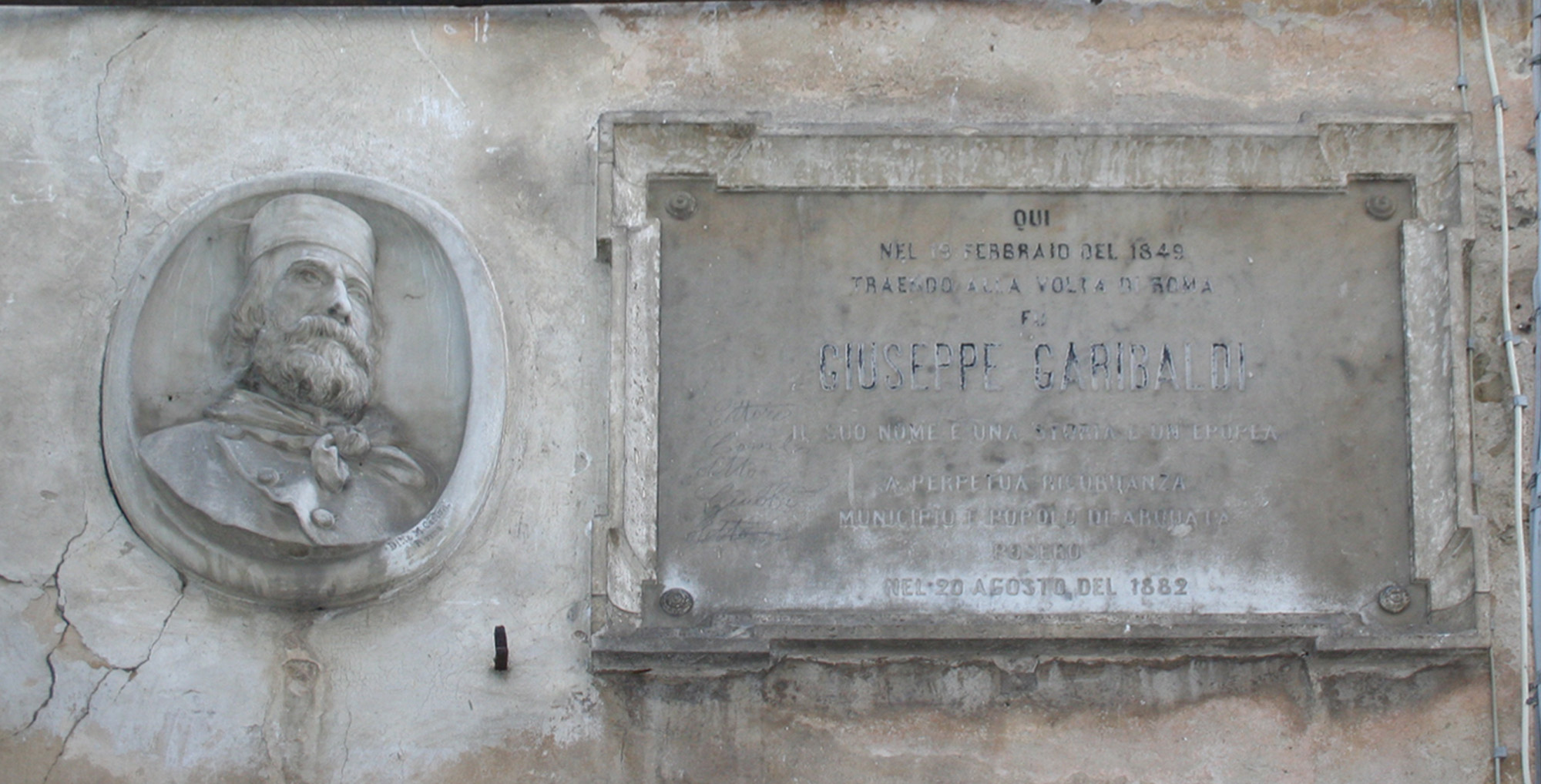
Lapide intitolata a Giuseppe Garibaldi

Nella mattina del giorno 20 agosto 1882, alla presenza delle autorità è stata scoperta la lapide affissa e posizionata nella parte inferiore della facciata della torre, dedicata al ricordo del passaggio e del pernottamento ad Arquata di Giuseppe Garibaldi avvenuto nel 1849. La pietra, in seguito, è stata spostata sul prospetto principale di casa Ambrosi, dimora dove il generale ha trascorso la notte, per far posto al monumento dedicato ai caduti.
L'iscrizione recitava: «QUI - NEL 19 FEBBRAIO 1849 - TRAENDO ALLA VOLTA DI ROMA - FU - GIUSEPPE GARIBALDI - IL SUO NOME E UNA STORIA E UN'EPOCA - A PERPETUA RICORDANZA - MUNICIPIO E POPOLO D'ARQUATA - POSERO - NEL 20 AGOSTO 1882»
Corre l'obbligo di precisare che la data 19 febbraio, scolpita sulla lastra, è inesatta poiché Garibaldi arrivò e pernottò tra il 26 e il 27 gennaio. L'iniziativa di apporre una lapide commemorativa a ricordo dello straordinario evento fu presa da un comitato promotore e sostenuta dal locale Municipio dopo la morte dell'eroe dei due mondi che avvenne il 2 giugno 1882.
La cronaca dell'evento ci giunge dalle corrispondenze di Girolamo Rilli, e di Marietta Zocchi Girardi, rispettivamente pubblicate sulla Gazzetta di Ascoli Piceno del 23 e del 24 agosto del 1882. Lo scoprimento della lapide avvenne il 20 agosto 1882, alle dieci e trenta del mattino, seguito dall'esecuzione dell'inno garibaldino e dai discorsi delle autorità e dei membri del comitato promotore. Sulle pagine della Gazzetta si leggono riportate anche la commossa ed entusiasta partecipazione di tutta la cittadinanza intervenuta e la moltitudine di drappi, bandiere e festoni che sventolavano dalle finestre del borgo affacciate sulla piazza.C

## La campana maggiore

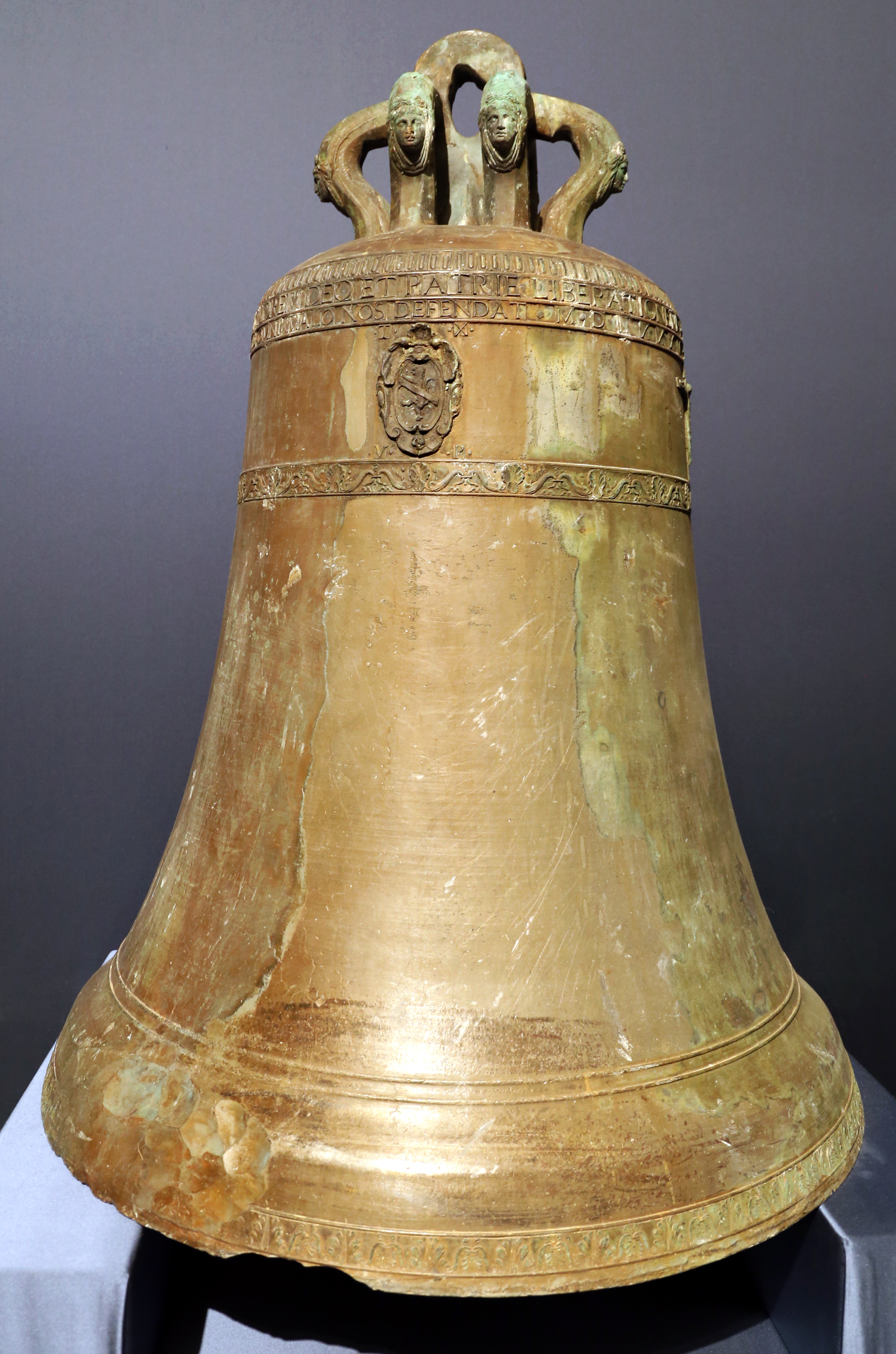
Campana maggiore dalla Torre civica di Arquata.

Fusa per incarico della Comunità Arquatana, come si apprende da un documento del 1582, è stata eseguita dai fratelli Giuseppe GiovanGiacomo di Giuliano nello stesso anno. La famiglia dei fonditori era di origine agnonese, ma operò anche nella regione Marche. La campana è di proprietà del Comune, misura 1,02 metri di altezza e un metro di diametro. È stata estratta e recuperata, insieme alle aquile del monumento ai caduti, dal Corpo nazionale dei vigili del fuoco alla fine de mese dicembre 2016.
Reca impressi:
- lo stemma del comune di Arquata riprodotto all'interno di un rettangolo di 12 cm di altezza ed 8,5 cm di larghezza. In prossimità degli angoli della figura ci sono le lettere: «C. A. F. F.» a significare: «C(omunitas) A(Arquatae) F(ecit) F(fieri)», ossia la Comunità di Arquata fece fare,
- lo stemma di un leone rampante riferibile all'emblema araldico di Sisto V, pontefice regnante al tempo della fusione,
- la figura della Madonna col Bambino,
- un Crocifisso,
- un elemento decorativo ad andamento orizzontale, che corre lungo il perimetro, composto da foglie d'acanto, palmette, delfini e conchiglie.[21]

Presenta due righe con iscrizione.

  
Nella riga superiore: 

Nella riga inferiore: 

## La campana minore
Questa campana, fusa nel 1661, trovava la sua collocazione nella parte più alta della Torre civica e con i suoi rintocchi segnava lo scorrere dei quarti d'ora durante il giorno. Di modeste dimensioni, con i suoi 50 cm di altezza e 40 cm di larghezza, raggiunge il peso di circa 40 kg. Anche'essa recuperata dopo il sisma, risulta mancante di batacchio e lesionata dal distacco di alcuni frammenti.
Sulla sua superficie esterna reca impresse un'iscrizione ed un bassorilievo della Madonna col Bambino.
Il testo dell'epigrafe: